# Кисимото, Масаси
Маса́си Кисимо́то (яп. 岸本 斉史 Кисимото Масаси, род. 8 ноября 1974, Наги, Япония) — японский мангака, автор манги «Наруто» и «Боруто».
Уже с раннего детства проявлял способности в рисовании, делал наброски понравившихся ему персонажей. Несмотря на это, до двадцатилетнего возраста писал лишь незначительные коротенькие истории. Начав специализироваться в школе для мангак, в 1996 году отослал компании Shueisha свой первый комикс Karakuri, который не получил значительного успеха. Однако за него Кисимото получил «Hop Step Award» (яп. ホップ☆ステップ賞 Хоппу сутэппу сё:), премию Shonen Jump для многообещающих авторов. В течение нескольких последующих лет его идеи для будущих работ отклонялись редакцией журнала. Его следующей работой с 1999 года был «Наруто», регулярно публикующийся журналом Shonen Jump.
2 мая 2013 года в июньском номере Jump Square вышла короткая история под названием Mario, рассказывающая о приключениях киллера. Создание сюжета для него Кисимото начал ещё до того, как начал издаваться «Наруто», но выход манги постоянно откладывался.
Его брат-близнец Сэйси Кисимото также является мангакой и известен как автор 666 Satan и Blazer Drive. Нередко было замечено, что их рисунки очень похожи между собой, поэтому они часто обвинялись в плагиате. Тем не менее Сэйси в одной из глав своей манги отмечает, что эти сходства не преднамеренные, а спровоцированные влиянием одних и тех же вещей на обоих авторов.
В 2003 году Кисимото женился и у него родился ребёнок. На данный момент он продолжает работу над мангой «Боруто».

## Работы
- Karakuri (яп. カラクリ Каракури) (1996 год)
- «Наруто» (яп. ナルト) (выпускалась с 1999 по 2014 год)
- Bench (ваншот, октябрь 2010 года)
- Mario (ваншот, май 2013 года)
- Naruto: The Seventh Hokage and the Scarlet Spring (2015 год)

- Samurai 8: Hachimaruden (яп. サムライ8 八丸伝) (выпускалась с 2019 по 2020 год)

- «Boruto: Naruto Next Generations» (яп. ボルト) (выпускалась с 2016 по 2023 год)
- «Boruto: Two Blue Vortex» (яп. ボルト: Two Blue Vortex) (выпускается с 2023 года)

Также Масаси числился оригинальным автором и контролёром в манге Boruto: Naruto Next Generations (2017—2023). В 2020 году он стал её сценаристом. В 2023 году он начал работу над сиквелом Boruto: Two Blue Vortex.